# Lubenský tunel
Lubenský tunel je železniční tunel č. 222 na katastrálním území Lubné na železniční trati Brno – Havlíčkův Brod mezi stanicí Říkonín a zastávkou Níhov v km 41,836–42,049.

## Historie
Výstavba trati byla zahájena v roce 1938 a po přerušení druhou světovou válkou pokračovala v roce 1948. Celá trať byla zprovozněna jako novostavba v roce 1953, kdy nahradila tři místní dráhy z přelomu 19. a 20. století. Na trati se nachází celkem osm tunelů (Obřanský, Cacovický, Husovický, Královopolský, Loučský, Lubenský, Níhovský a Havlíčkobrodský).
Výstavba Lubenského tunelu byla zadána stavební firmě Ing. Bedřich Hlava z Prahy a jeho stavba byla zahájena v roce 1938 a dokončena v roce 1942. Od roku 1944 tunel sloužil jako součást podzemní výrobní továrny Diana. Nesl označení B a byla v něm vyráběna křídla letadel Bf 109. Po válce byl tunel vyklizen a zprovozněn.

## Geologie a geormofologie
Oblast se nachází v geomorfologické oblasti Českomoravská vrchovina s celkem Křižanovská vrchovina, podcelkem Bítešská vrchovina, okrskem Deblínská vrchovina s nejvyšším bodem vrchem Pasník (543 m n. m.). Z geologického hlediska je tvořena především metamorfity. Tunely Lubenský a Níhovský jsou proraženy masívem, který leží na pravé straně údolí potoka Halda.  

## Popis
Dvojkolejný tunel byl postaven v pravém směrovém oblouku na železniční trati Brno – Havlíčkův Brod mezi stanicí Říkonín a zastávkou Níhov. Tunel byl proražen v masívu (kóta 492 m n. m.), který je tvořený biotitickými pararulami. Tunel měl rubovou izolaci z asfaltových desek.  
V dubnu 1944 byla vybetonována podlaha pro potřebu výroby.   
Tunel leží v nadmořské výšce 425 m a je dlouhý 212,85 m.